# Santissima Trinità in Palazzo Monte di Pietà
Santissima Trinità in Palazzo Monte di Pietà är ett dekonsekrerat kapell i Rom, helgat åt den heliga Treenigheten. Kapellet är beläget i Palazzo del Monte di Pietà i Rione Regola. Byggnaden med kapellet tillhör idag (2021) pantbanken Affide.
Kapellet fullbordades år 1707, men det kom inte att konsekreras förrän år 1730 av ärkebiskop (sedermera kardinal) Sinibaldo Doria. Kapellet är ett av de främsta exemplen på senbarockens interiördekoration i Rom.
Santissima Trinità in Palazzo Monte di Pietà dekonsekrerades kort efter år 1870.

## Beskrivning
År 1539 grundade påve Paulus III Monte di Pietà, en pantbanksinstitution som ägnade sig åt välgörenhet. År 1604 installerades institutionen i ett palats som hade ritats av Ottaviano Mascherino för kardinal Prospero Santacroce. Palatset byggdes till av Carlo Maderno som även ritade kapellet Santissima Trinità. Även Francesco Peparelli och Giovanni Antonio de Rossi antas ha del i kapellets uppförande.
Kapellets grundplan är i stort sett en ellips. Själva kapellrummet föregås av en rektangulär vestibul. I dess tak har Michel Maille utfört reliefen Den evige Fadern omgiven av änglar. Reliefen omges av förgyllda rosor i stuck. På vestibulens vänstra vägg ses en byst föreställande Carlo Borromeo, utförd av Domenico Guidi. Borromeo var kardinalprotektor för Monte di Pietà.
Över kapellets högaltare har Domenico Guidi utfört högreliefen Pietà. Jungfru Maria och Maria Magdalena begråter den döde Kristus; i höjden ses Gud Fadern med den Helige Andes duva omgiven av änglar som bär Kristi pinoredskap.
Den högra väggen har högreliefen Tobit lånar pengar åt Gabael av Pierre Legros. Denna relief flankeras av två allegoriska skulpturer: Tron av Francesco Moderati och Allmosegivandet av Bernardino Cametti.
Den vänstra väggens högrelief Josef delar ut spannmål åt egyptierna är ett verk av Jean-Baptiste Théodon. Till höger om reliefen står Caritas av Giuseppe Mazzuoli och till vänster Hoppet av Agostino Cornacchini.
Kupolens dekorationer planerades av Carlo Bizzaccheri och dess reliefer, vilka framställer scener ur Monte di Pietàs historia, är utförda av Lorenzo Ottoni, Michel Maille, Simone Giorgini och Andrea Bertoni.